# Сексуальна етика: список тем
Наступний нарис представлений як огляд та актуальний посібник із сексуальної етики:
Сексуальна етика ― галузь філософії, яка досліджує моральні обов'язки, а також допустимість або неприпустимість сексуальних дій. Також займається питаннями, що виникають з усіх аспектів сексуальності та сексуальної поведінки людей, включаючи питання згоди, сексуальних стосунків до шлюбу та/або під час одруження, включаючи питання подружньої вірності та передшлюбний та позашлюбний секс, сексуальна орієнтація тощо.

## Історія сексуальної етики
- Історія людської сексуальності
- Сексуальна революція

## Етичні проблеми, що стосуються сексу
- Контрацепція; різновиди, технології 
  - Контрацептивна безпека
- Непередбачена вагітність
- Аборт
- Безпечний секс
- Інфекції, що передаються статевим шляхом
- Репродуктивні права
- Модифікація та каліцтво статевих органів
  - Обрізання
  - Каліцтво жіночих статевих органів
- Усиновлення
- Сім'я
  - Інцест
- Сексуальні домагання
- Сексуальне зловживання
  - Зґвалтування та згода на секс

### Питання, що стосуються вікових груп
- Дитяча сексуальність
  - Дитячий шлюб
- Дитяча порнографія
- Дитяча проституція
- Сексуальність підлітків: та всі інші теми, включені до цього списку
  - Підліткова вагітність
- Сексуальність у старшому віці

### Питання, що стосуються любові та сексу
- Кохання без взаємності
- Поліаморія

### Питання, що стосуються релігії та статі
- Релігія та сексуальність
- Цнотливість
- Гомосексуальність та релігія
- Тантра
- Релігійні погляди на контроль над народжуваністю
  - Християнські погляди на контрацепцію

## Концепції сексуальної етики

### Побачення та одруження
- Шлюб
  - Полігамія
    - Багатоженство
    - Поліандрія

  - Позашлюбний секс
    - Перелюб

  - Розлучення
- Невірність

### Гомосексуальність
Гомосексуальність
- Геї та гей-секс
- Лесбійки та лесбійський секс
- Бісексуали
- Трансгендерні особи та транссексуальність

### Парафілії
- Парафілії
  - Список парафілій
  - Фетишизм
  - Копрофілія
  - Ексгібіціонізм
  - Некрофілія
  - Педофілія
  - Зоофілія

### Статеві акти
- Різні статеві методи
  - БДСМ
  - Сексуальна позиція
  - Свінг
  - Різні комбінації людей, що займаються сексом
    - Утрьох
    - Оргія
    - Груповий секс
    - Генг-бенг

  - Види сексу та статеві акти
    - Оральний секс
    - Анальний секс
    - Подвійне проникнення
    - Коїтус
    - Поцілунок
    - Мастурбація